# Bilbi gros
El bilbi gros (Macrotis lagotis) és l'única espècie vivent de bilbi. Amb un pes d'entre 1 i 2,4 quilograms, els mascles són de la mida aproximada d'un conill; tanmateix, alguns mascles ben cuidats han arribat fins a 3,7 kg en captivitat. La femella és més petita i pesa 0,8-1,1 kg.